# Hilda Hilst
Hilda de Almeida Prado Hilst, mais conhecida como Hilda Hilst, (Jaú, 21 de abril de 1930 — Campinas, 4 de fevereiro de 2004) foi uma poeta, ficcionista, cronista e dramaturga brasileira. 
É considerada pela crítica especializada como uma das maiores escritoras em língua portuguesa do século XX. Seu trabalho aborda temas como misticismo, insanidade, erotismo e libertação sexual feminina. Hilst foi fortemente influenciada por James Joyce e Samuel Beckett, e essa influência aparece em temas e técnicas recorrentes em seus trabalhos como o fluxo de consciência e realidade fraturada.

## Biografia
Hilda de Almeida Prado Hilst foi a única filha  do fazendeiro de café, jornalista, poeta e ensaísta Apolônio de Almeida Prado Hilst, filho de Eduardo Hilst, imigrante originário da Alsácia-Lorena, e de Maria do Carmo Ferraz de Almeida Prado. Sua mãe, Bedecilda Vaz Cardoso, que tivera um relacionamento anterior, era filha de imigrantes portugueses. Em 1932, seus pais se separaram. Em plena Revolução Constitucionalista, Bedecilda mudou-se de Jaú para Santos, com Hilda e Ruy Vaz Cardoso,  filho do seu primeiro casamento. Em 1935, Apolônio foi diagnosticado com esquizofrenia paranoide.
Em 1937, Hilda ingressou como aluna interna do Colégio Santa Marcelina, em São Paulo, onde cursou o primário e o ginasial, com desempenho considerado brilhante. Nesse ano, a mãe lhe revelou a doença de seu pai. Em 1945, iniciou o curso secundário no Instituto Presbiteriano Mackenzie, onde permaneceu até a conclusão do curso. Em 1948, entrou para a Faculdade de Direito da Universidade de São Paulo (Largo São Francisco), onde conheceu aquela que seria sua grande amiga ao longo da vida, a escritora Lygia Fagundes Telles. Seu primeiro livro Presságio, publicado em 1950, foi recebido com grande entusiasmo pelos poetas Jorge de Lima e Cecília Meireles. A partir de 1951, ano em que publicou seu segundo livro de poesia, Balada de Alzira, foi nomeada curadora do pai. Concluiu o curso de Direito em 1952. Depois da leitura do livro Carta a El Greco, do escritor grego Nikos Kazantzakis, Hilda decidiu afastar-se da vida agitada de São Paulo e, em 1964, passou a viver na sede da fazenda de sua mãe, próxima a Campinas, durante a construção da sua casa numa parte daquela propriedade. Em 1966, findos os trabalhos da construção, Hilda mudou-se para sua Casa do Sol, casa planejada detalhadamente pela autora para ser um espaço de inspiração e criação artística. Hilda Hilst viveu o resto de sua vida na Casa do Sol e nela hospedou diversos escritores e artistas por vários anos. Os escritores Bruno Tolentino e Caio Fernando Abreu foram hóspedes da Casa do Sol.

## Carreira
Hilda Hilst escreveu por quase cinquenta anos, tendo sido agraciada com os mais importantes prêmios literários do Brasil. Em 1962, recebeu o Prêmio PEN Clube de São Paulo, por Sete Cantos do Poeta para o Anjo (Massao Ohno Editor, 1962). Em 1966, ao mudar-se para a Casa do Sol, passou a viver com o escultor Dante Casarini. Em setembro do mesmo ano, morreu seu pai. Dois anos depois, Hilda casou-se com Casarini (de quem se separou em 1980, embora continuassem a residir na mesma propriedade  - Casa do Sol). Em 1969, a peça O Verdugo arrebatou o Prêmio Anchieta, um dos mais importantes do país na época. No mesmo ano,  a cantata Pequenos Funerais Cantantes, composta por seu primo, o compositor Almeida Prado, sobre o poema homônimo de Hilda, dedicado ao poeta português Carlos Maria Araújo,  conquistou o primeiro prêmio do I Festival de Música da Guanabara.
A Associação Paulista de Críticos de Arte (Prêmio APCA) considerou Ficções (Edições Quíron, 1977) o melhor livro do ano. Em 1981, Hilda Hilst recebeu o Grande Prêmio da Crítica para o Conjunto da Obra, pela mesma Associação Paulista de Críticos de Arte. Em 1984, a Câmara Brasileira do Livro concedeu o Prêmio Jabuti, idealizado por Edgard Cavalheiro (1959) a Cantares de Perda e Predileção (Massao Ohno - M. Lydia Pires e Albuquerque editores, 1983), e, no ano seguinte, a mesma obra recebeu o Prêmio Cassiano Ricardo (Clube de Poesia de São Paulo). "Rútilo Nada", publicado em 1993, pela Pontes Editores, levou o Prêmio Jabuti como melhor conto em 1994. E, finalmente, em 9 de agosto de 2002, foi premiada na 47ª edição do Prêmio Moinho Santista na categoria Poesia.
A escritora ainda participou, a partir de 1982, do Programa do Artista Residente, da UNICAMP. Assuntos tidos como socialmente controversos foram temas abordados pela autora em suas obras. No entanto, conforme a própria escritora confessou em sua entrevista ao Cadernos de Literatura Brasileira, seu trabalho sempre buscou, essencialmente, retratar a difícil relação entre Deus e o homem. De acordo com Alcir Pécora, professor titular no Instituto de Estudos da Linguagem (IEL) da Unicamp, que foi amigo próximo da escritora e editor da coleção que permitiu Hilda romper as fronteiras locais, a literatura de Hilda Hilst reflete um grande interesse teológico de reflexão mística, original e criativa, explorando questões íntimas e existenciais sobre amor, dor, deus, morte, entre outros.
Parte de seu arquivo pessoal foi comprado pelo Centro de Documentação Alexandre Eulálio, Instituto de Estudos de linguagem -  IEL, UNICAMP, em 1995, estando aberto a pesquisadores do mundo inteiro e o restante, notadamente sua biblioteca particular, encontra-se na Casa do Sol, sede do Instituto Hilda Hilst - IHH.
Alguns de seus textos foram traduzidos para o francês, inglês, italiano e alemão. Em março de 1997, seus textos Com os meus olhos de cão e A obscena senhora D foram publicados pela Editora Gallimard, tradução de Maryvonne Lapouge, que também traduziu Grande Sertão: Veredas, de João Guimarães Rosa.
Muitos de seus livros se esgotaram devido a uma escassa distribuição. Porém, em 2001, a Editora Globo adquiriu os direitos de sua obra e, em dezembro daquele mesmo ano, passou a reeditar a Obra Completa da escritora.

## Morte
A escritora Hilda Hilst morreu na madrugada do dia 4 de fevereiro de 2004, aos 73 anos, em Campinas (interior de São Paulo). Internada havia 35 dias no Hospital das Clínicas da Unicamp para a realização de uma cirurgia, após sofrer uma queda que causou uma fratura no fêmur, a escritora tinha deficiência crônica cardíaca e pulmonar, o que agravou seu quadro clínico. Hilda Hilst deu entrada no Hospital das Clínicas no dia primeiro de janeiro. A escritora teve falência múltipla de órgãos e sistemas.
Após seu falecimento, o amigo Mora Fuentes liderou a criação do Instituto Hilda Hilst. O IHH tem como primeira missão a manutenção da Casa do Sol, seu acervo e o espírito de ser um porto seguro para a criação intelectual.

## Obras

### Poesia
- Presságio - SP: Revista dos Tribunais, 1950.
- Balada de Alzira - SP: Edições Alarico, 1951.
- Balada do festival - RJ: Jornal de Letras, 1955.
- Roteiro do Silêncio - SP: Anhambi, 1959.
- Trovas de muito amor para um amado senhor - SP: Anhambi, 1959. SP: Massao Ohno, 1961.
- Ode Fragmentária - SP: Anhambi, 1961.
- Sete cantos do poeta para o anjo - SP: Massao Ohno, 1962. (Prêmio PEN Clube de São Paulo)
- Poesia (1959/1967) - SP: Editora Sal, 1967.
- Amado Hilst- SP: Editora Sal, 1969.
- Júbilo, memória, noviciado da paixão - SP: Massao Ohno, 1974.
- Poesia (1959/1979) - SP: Quíron/INL, 1980.
- Da Morte. Odes mínimas - SP: Massao Ohno, Roswitha Kempf, 1980.
- Da Morte. Odes mínimas - SP: Nankin/Montréal: Noroît, 1998. (Edição bilíngüe, francês-português.)
- Cantares de perda e predileção - SP: Massao Ohno/Lídia Pires e Albuquerque Editores, 1980. (Prêmio Jabuti/Câmara Brasileira do Livro. Prêmio Cassiano Ricardo/Clube de Poesia de São Paulo.)
- Poemas malditos, gozosos e devotos - SP: Massao Ohno/Ismael Guarnelli Editores, 1984.
- Sobre a tua grande face - SP: Massao Ohno, 1986.
- Alcoólicas - SP: Maison de vins, 1990.
- Amavisse - SP: Massao Ohno, 1989.
- Bufólicas - SP: Massao Ohno, 1992.
- Do Desejo - Campinas, Pontes Editores, 1992. Del desig. Trad. ao catalão de Josep Domènech Ponsatí e Joana Castells Savall. Prólogo de Helena González Fernández. Vilanova i la Geltrú: Prometeu, 2017.
- Cantares do Sem Nome e de Partidas - SP: Massao Ohno, 1995.
- Do Amor - SP: Massao Ohno, 1999.

### Ficção
- Fluxo-Floema - SP: Perspectiva, 1970.
- Qadós - SP: Edart, 1973.
- Ficções - SP: Quíron, 1977. (Prêmio APCA/ Associação Paulista dos Críticos de Arte. Melhor livro do ano.)
- Tu não te moves de ti - SP: Cultura, 1980.
- A obscena senhora D - SP: Massao Ohno, 1982.
- Com meus olhos de cão e outras novelas - SP: Brasiliense, 1986.
- O Caderno Rosa de Lori Lamby - SP: Massao Ohno, 1990.
- Contos D'Escárnio / Textos Grotescos - SP: Siciliano, 1990.
- Cartas de um sedutor - SP: Paulicéia, 1991.
- "Rútilo Nada" - Campinas: Pontes Editores, 1993. (Prêmio Jabuti/Câmara Brasileira do Livro.)
- Estar Sendo/ Ter Sido - SP: Nankin, 1997.
- Cascos e Carícias - crônicas reunidas (1992-1995) - SP: Nankin, 1998.

### Teatro
- A Possessa - 1967.
- O rato no muro - 1967.
- O visitante - 1968.
- Auto da Barca de Camiri - 1968.
- O novo sistema - 1968.
- Aves da Noite - 1968.
- O verdugo - 1969 (Prêmio Anchieta)
- A morte de patriarca - 1969

### Traduções
- Para o alemão:
  - Briefe Eines Verführers. Trad. Mechthild Blumberg. Bremen, 2000.
- Para o francês:
  - « Agda » (fragment). In: Brasileiras: voix, écrits du Brésil. Org. de Clelia Pisa e Maryvonne Lapouge Petorelli. Paris, Des Femmes, 1977, p. 5-14e 341-358.
  - Contes Sarcastiques - Fragments érotiques. Trad. de Maryvonne Lapouge-Petorelli. Paris, Gallimard, 1994.
  - L’obscène madame D suivi de Le Chien. Trad. de Maryvonne Lapouge-Petorelli. Paris, Gallimard, Coll. Arpenteur, 1997.
  - Sur ta grande face. Trad. de Michel Riaudel. In: Pleine Marge: cahiers de littérature, d’arts plastiques & de critique. Paris, Éditions Peeters-France, 1997, p. 29-51.
  - Cinq poèmes d’Hilda Hilst. In: Anthologie de la poésie brésilienne. Edição bilíngue. Prefácio e seleção de Renata Pallottini; Trad. de Isabel Meyrelles. Paris, Ed. Chandeigne, 1998, p. 373-381.
  - Da morte. Odes mínimas. De la mort. Odes minimes. Edição bilíngue. Trad. de Álvaro Faleiros. São Paulo, Nankin Editorial; Montréal: Ed. Noroît, 1998.
  - Contes Sarcastiques - Fragments érotiques. Trad. de Maryvonne Lapouge-Petorelli. Paris, Le Serpent à Plumes, 1999.
  - De l'amour précédé de Poèmes maudits, jouissifs et dévots. Trad. Catherine Dumas. Paris, Caractères, Coll. Planètes, 2005.
  - Rutilant Néant - Et autres fictions. Trad. Ilda Mendes Dos Santos. Paris, Caractères, Coll. Ailleurs-là-bas, 2005.
  - L'âme de retour (crônica). Trad. Michel Riaudel. in EUROPE - Littérature du Brésil. Paris, La Source, Nov-Déc. 2005. n 919-920. pp. 167–170.
- Para o catalão:
  - Del desig. Tradução de Josep Domènech Ponsatí e Ada Castells Savall. Prólogo de Helena González. Vilanova i la Geltrú: Prometeu, 2017. Edição bilingue.
- Para o espanhol:
  - La obscena señora D. Tradução de Teresa Arijón e Bárbara Belloc. Buenos Aires: Cuenco de Plata, 2014.
  - Cartas de un seductor. Tradução de Teresa Arijón e Bárbara Belloc. Buenos Aires: Cuenco de Plata, 2014.
- Para o inglês:
  - The Obscene Madame D." Trans. Nathanaël and Rachel Gontijo Araujo. Nightboat, NY, and A Bolha, Rio de Janeiro. USA. 2012
  - Letters from a Seducer. Trans. John Keene. Nightboat, NY, and A Bolha, Rio de Janeiro. USA. 2014
  - With My Dog Eyes. Trans. Adam Morris. Melville House, NY. 2014.
  - Of Death. Minimal odes. Trans. Laura Cesarco Eglin. Illinois, USA, co.impress.com, 2018.
- Para o italiano:
  - Il quaderno rosa di Lori Lamby. Trad. Adelina Aletti. Milano: Sonzogno, 1992.

## Premiações
| Prêmio PEN Clube de São Paulo                                          |
| ---------------------------------------------------------------------- |
| 1962: Por Sete Cantos do Poeta, Para o Anjo (Massao Ohno Editor, 1962) |

| Prêmio Anchieta           |
| ------------------------- |
| 1969: Pela peça O Verdugo |

| Prêmio Associação Paulista de Críticos de Arte (APCA) de Melhor Livro do Ano |
| ---------------------------------------------------------------------------- |
| 1977: Ficções (Edições Quíron, 1977) de Hilda Hilst                          |

| Grande Prêmio da Crítica pelo Conjunto da Obra - Associação Paulista de Críticos de Arte (APCA) |
| ----------------------------------------------------------------------------------------------- |
| 1981: Hilda Hilst                                                                               |

| Prêmio Jabuti |
| --- |
| 1984: Hilda Hilst, por Cantares de Perda e Predileção (Massao Ohno - M. Lídia Pires e Albuquerque editores, 1983) |

| Prêmio Cassiano Ricardo                                                                                           |
| --- |
| 1985: Hilda Hilst, por Cantares de Perda e Predileção (Massao Ohno - M. Lídia Pires e Albuquerque editores, 1983) |

| Prêmio Jabuti - Melhor Conto                                                                 |
| -------------------------------------------------------------------------------------------- |
| 1994: Hilda Hilst, por "Rútilo Nada" (em A Obscena Senhora D. Quadós, Pontes Editores, 1993) |

| Ordem do Mérito Cultural        |
| ------------------------------- |
| 1997: Hilda Hilst, entre outros |

| Prêmio Moinho Santista                |
| ------------------------------------- |
| 2002: Hilda Hilst na categoria Poesia |

## Curiosidades
- Em 1957, Hilda namorou o ator americano Dean Martin,[14] e até o final da vida praticava a transcomunicação instrumental (ciência que pesquisa a comunicação entre vivos e mortos através de aparelhos eletrônicos como telefone, rádio, televisão e computador).[15]

## Ver Também
- Ode descontínua e remota para flauta e oboé - De Ariana para Dionísio

### Livros
- ALBUQUERQUE, Gabriel. Deus, Amor, Morte e as atitudes líricas na poesia de Hilda Hilst. Manaus: Valer, 2012.
- AZEVEDO FILHO, Deneval Siqueira de. Holocausto das Fadas: a trilogia obscena e o carmelo bufólico de Hilda Hilst. São Paulo: Annablume, 2003.
- BLUMBERG, Mechthild. Spiritualität, Leidenschaft und obszöne Provokation Zur Dialektik zwischen Metaphysik und Körperlichkeit in Prosa und Lyrik der brasilianischen Autorin Hilda Hilst. Berlin: Peter Lang, 2004.
- DINIZ, Cristiano (org). Fico besta quando me entendem - Entrevistas com Hilda Hilst. São Paulo: Globo, 2013.
- PÉCORA, Alcir (org). Por que ler Hilda Hilst. São Paulo: Globo, 2010.
- CINTRA, Elaine Cristina; SOUZA, Enivalda Nunes F. (org). Roteiro poético de Hilda Hilst - A Escrita. Uberlândia: EDUFU, 2009.
- TEIXEIRO, Alva Martínez. O herói incómodo: utopia e pessimismo no teatro de Hilda Hilst. Coruña: Biblioteca-arquivo teatral Francisco Pillado Mayor, 2009.

### Artigos
- BLUMBERG, Mechthild. Hilda Hilst: paixão e perversão no texto feminino. In: D.O. Leitura. Ano 21, no5. São Paulo: Imprensa Oficial do Estado, maio de 2003, p. 45-51.
- CASTELLO, José. Hilda Hilst: a maldição de Potlatch. In: Inventário das sombras. Rio de Janeiro: Record, 1999, p. 91-108.
- COELHO, Nelly Novaes. Dicionário crítico de escritoras brasileiras. São Paulo: Escrituras Editora, 2002, p. 264-267.
- ______. A poesia obscura/luminosa de Hilda Hilst; A metamorfose de nossa época; Fluxo-floema e Qadós: a busca e a espera. in: _____. A literatura feminina no Brasil contemporâneo. São Paulo: Siciliano, 1993. pp. 79–101, 210-221.
- ______. Da poesia. Cadernos de Literatura Brasileira. São Paulo: Instituto Moreira Salles, n. 8, p. 66-79, out. 1999.
- COLI, Jorge. À espera do reconhecimento na ingrata posteridade?. In: Folha de S.Paulo. São Paulo, 5 de fevereiro de 2004, p.E2.
- ______. Lori Lamby resgata paraíso perdido da sexualidade. In: Folha de S.Paulo. São Paulo, 6 de abril de 1991.
- COUTINHO, Araripe. Hilda Hilst. Delícias e fúria. In: O Capital. Ano 1, nº 0, julho de 1991, p. 8-9.
- DUARTE, Edson Costa. A poesia amorosa de Hilda Hilst. In: HILST, Hilda. Do amor. São Paulo: Edith Arnhold / Massao Ohno, 1999. p. 89-95.
- ELIAS NETTO, Cecílio. Gente: Hilda Hilst. In: Correio Popular. Campinas-SP, 7 de fevereiro de 1993.
- ENTREVISTA: Hilda Hilst. In: Revista E. Ano 9, no 6 Dezembro de 2002. São Paulo: Sescsp, p. 12-14.
- GRAIEB, Carlos. Fase pornográfica é sucesso na França. In: HILST, Hilda. Cantares do sem nome e de partidas. São Paulo: Massao Ohno, 1995.
- HILDA Hilst ganha prêmio da APCA. In: Correio Popular. Campinas, 11 de dezembro de 2002.
- LEITE NETO, Alcino. À flor da pele. A escritora Hilda Hilst troca a literatura séria pelo riso demolidor do erotismo. In: Isto É Senhor. São Paulo, 4 de julho de 1990, p. 64-66.
- MACHADO, Clara Silveira; DUARTE, Edson Costa. A vida: uma aventura obscena de tão lúcida. In: HILST, Hilda. Estar sendo. Ter sido. São Paulo: Nankin, 1997. p. 119-124.
- MORAES, Eliane Robert. Da medida estilhaçada. Cadernos de Literatura Brasileira. São Paulo: Instituto Moreira Salles, n. 8, p. 114-126, out. 1999.
- ______. A prosa degenerada: um livro obsceno e inclassificável de Hilda Hilst. Folha de S.Paulo. São Paulo, 10 mai. 2003. Jornal de resenhas, p. 5.
- PALLOTTINI, Renata. Do teatro. In: HILST, Hilda. Teatro reunido. São Paulo: Nankin, 2000. v. 1. p. 165-181.
- PÉCORA, Alcir. A moral pornográfica. Suplemento Literário de Minas Gerais. Belo Horizonte, n. 70, p. 16-19, abr. 2001.
- ______. Nota do organizador. In: HILST, Hilda. A obscena senhora D. São Paulo: Globo, 2001. p. 11-14.
- ______. Nota do organizador. In: HILST, Hilda. Bufólicas. São Paulo: Globo, 2002. p. 7-10.
- ______. Nota do organizador. In: HILST, Hilda. Cantares. São Paulo: Globo, 2002. p. 7-10.
- ______. Nota do organizador. In: HILST, Hilda. Cartas de um sedutor. São Paulo: Globo, 2002. p. 7-10.
- ______. Nota do organizador. In: HILST, Hilda. Da morte. Odes mínimas. São Paulo: Globo, 2003. p. 7-10.
- ______. Nota do organizador. In: HILST, Hilda. Exercícios. São Paulo: Globo, 2002. p. 7-10.
- ______. Nota do organizador. In: HILST, Hilda. Júbilo, memória, noviciado da paixão. São Paulo: Globo, 2001. p. 11-13.
- ______. Nota do organizador. In: HILST, Hilda. Kadosh. São Paulo: Globo, 2002. p. 11-14.
- ______. Le cas littéraire Hilda Hilst. in EUROPE - Littérature du Brésil. Paris, La Source, Nov-Déc. 2005. n 919-920. pp. 162-166.
- PRADO, Luiz André do. Lori Lamby, o ato político de Hilda Hilst. In: O Estado de S. Paulo. Caderno 2, 14 de junho de 1990, p. 4.
- RIBEIRO, Leo Gilson. Hilda Hilst. In: Revista da Goodyear, jul./ ago./ set. 1989.
- ______. Luminosa despedida. In: Jornal da Tarde. Caderno de Sábado, São Paulo, 4 de março de 1989, p. 3.
- ______. Da ficção. Cadernos de Literatura Brasileira. São Paulo: Instituto Moreira Salles, n. 8, p. 80-96, out. 1999.
- ______. [Apresentação]. In: HILST, Hilda. Ficções. São Paulo: Quíron, 1977. (Coleção jogral, 6). p. VII-XII.
- ROSENFELD, Anatol. Hilda Hilst: poeta, narradora, dramaturga. In: HILST, Hilda. Fluxo-floema. São Paulo: Perspectiva, 1970. p. 10-17. link.
- VASCONCELOS, Ana Lúcia. Hilda Hilst: a poesia arrumada no caos. In: Folha de S.Paulo. Ilustrada, 19 de julho de 1977, p. 21.
- VINCENZO, Elza Cunha de. O teatro de Hilda Hilst. In: ______. Um teatro da mulher: dramaturgia feminina no palco brasileiro contemporâneo. São Paulo: Perspectiva / EDUSP, 1992. (Estudos, 127). p. 33-80.

### Teses e Dissertações
- AMORIM, Bernardo Nascimento de. O saber e o sentir: uma leitura de Do desejo, de Hilda Hilst. Dissertação de Mestrado em Estudos Literários. UFMG, 2004.
- ARRAES, Danielle de Campos Gaspar. "Thirst, otherness and word: eroticism within Hilda Hilst's poetry". Dissertação de Mestrado em Portuguese Studies. King's College London, 2010.
- BASTOS, Beatriz Cabral. Um corpo a corpo com a poesia: traduzindo Hilda Hilst e Adília Lopes. Dissertação de Mestrado em Letras. PUC-Rio, 2010.
- BIONE, Carlos Eduardo. A Escrita Crônica de Hilda Hilst. Dissertação de Mestrado em Teoria Literária. UFPE, 2007.
- CARNEIRO, Alan Silvio Ribeiro. Kadosh e o Sagrado de Hilda Hilst. Dissertação de Mestrado em Teoria e História da Literatura. UNICAMP, 2009.
- CHIARA, Ana Cristina de Rezende. Leituras malvadas. Tese de Doutorado em Letras. PUC-Rio, 1996.
- DELFINI, Aline Tobal. Entre o sagrado e o profano: a poesia de Hilda Hilst em Poemas malditos, gozosos e devotos. Dissertação de Mestrado em Letras. UFMS, 2009.
- GUALBERTO, Ana Cláudia Félix. Processos de subjetivação na prosa ficcional de Hilda Hilst: uma escrita de nós. Tese de Doutorado em Literatura. UFSC, 2008.
- GUALBERTO, Ana Cláudia Félix. Contos D'escarnio/Textos Grotescos: Loucura e Relações de Gênero em Hilda Hilst. Dissertação de Mestrado em Letras. UFPB, 2003.
- LOPES, Annelys Rosa Oikawa. Entre Eros e o Senhor - sexo e religião em Qadós, de Hilda Hilst. Dissertação de Mestrado em Letras. UFPR, 1997.
- MATA, Anderson Luis Nunes da. O silêncio das crianças: representação da infância na narrativa brasileira contemporânea. Dissertação de Mestrado em Literatura. UNB, 2006.
- MELO, Amanda Barros de. (Des)construindo nossa movência: uma análise de Tu não te moves de ti, de HIlda Hilst. Dissertação de Mestrado em Letras. UFPB, 2010.
- MORAIS, Aline Pires de. Fiandeira de versos: o imaginário do tecer poético de Hilda Hilst. Dissertação de Mestrado em Letras. UFU, 2009.
- PEREIRA, Ana Paula de Oliveira. A Escritura Desejante de Hilda Hilst. Dissertação de Mestrado em Literatura e Crítica Literária. PUC-SP, 2006.
- SANTOS, Marcos Lemos Ferreira dos. Orfeu emparedado: Hilda Hilst e a perversão dos gêneros. Dissertação de Mestrado em Teoria Literária e Literatura Comparada. USP, 2011.
- VAZ, Ana Silvéria. Hilda Hilst e Bufólicas: dessacralização de discursos. Dissertação de Mestrado em Linguística. UFU, 2005.

### Documentários e Audiovisuais
- ALMEIDA; BARBIN; RAZUK. Eu lambo, tu lambes, Lori Lamby. Mackenzie-SP, 2005.
- CHIQUETTI; TROYA; RIOS. Hilda Hilst para virgens. PUC-Campinas, 2001
- DEPOIMENTO da escritora Hilda Hilst. Setor de audiovisual do Instituto de Estudos da Linguagem IEL-UNICAMP. Campinas, 1991.
- GRANDO & LOBO. Hilda Hilst: Casa do Sol Viva. Brasil, 2006. 26min.
- HILDA Humana Hilst. Programa Memória Expressa. Departamento de Comunicação CCO-UNICAMP, Campinas, 2003.
- LAMBERT, Leandra & GWAZ, Alexandre. A Obscena Senhora Silêncio. Rio de Janeiro, 2010. 15min.
- POETA Hilda Hilst investiga o fenômeno das vozes eletrônicas. Programa Fantástico, 18 de mar. de 1979. 10min.
- HILDA HILST PEDE CONTATO, longa metragem documentário de Gabriela Greeb. HD, 73 min, 2018.